# 松田氏行
松田 氏行（まつだ うじゆき）は、戦国時代の武将。毛利氏家臣。父は松田氏栄。子に廻神氏吉、廻神就吉。

## 生涯
備後国の松田氏栄の子として生まれ、毛利氏に仕える。
氏行は、嫡男の氏吉と共に出雲国で戦死し、次男の就吉が後を継いだ。